# Mordellistena leporina
Mordellistena leporina är en skalbaggsart som beskrevs av Leconte 1862. Mordellistena leporina ingår i släktet Mordellistena och familjen tornbaggar. Inga underarter finns listade i Catalogue of Life.